# Kabinet-Lerchenfeld

Wapen van Beieren

Het kabinet-Lerchenfeld regeerde van 21 september 1921 tot 2 november 1922 over de Vrijstaat Beieren. Het kabinet stond onder leiding van minister-president Hugo Graf von und zu Lerchenfeld auf Köfering und Schönberg.
| Ambt                                      | persoon                                                                                  | partij         |
| ----------------------------------------- | ---------------------------------------------------------------------------------------- | -------------- |
| Minister-President                        | Hugo Graf von und zu Lerchenfeld                                                         | BVP            |
| Buitenlandse Zaken                        | Hugo Graf von und zu Lerchenfeld                                                         | BVP            |
| Binnenlands Zaken                         | Franz Schweyer                                                                           | BVP            |
| Onderwijs en Godsdienst                   | Franz Matt                                                                               | BVP            |
| Financiën                                 | Wilhelm Krausneck                                                                        | BVP            |
| Justitie                                  | Hugo Graf von und zu Lerchenfeld tot 4 augustus 1922 Franz Gürtner vanaf 4 augustus 1922 | BVP BMP/DNVP   |
| Sociale Voorzieningen                     | Heinrich Oswald                                                                          | BVP            |
| Landbouw                                  | Johann Wutzlhofer                                                                        | BB             |
| Handel, Industrie en Middenstand          | Eduard Hamm tot 4 juli 1922 Wilhelm Ritter von Meinel vanaf 4 juli 1922                  | DDP partijloos |
| Bron: www.historisches-lexikon-bayerns.de |                                                                                          |                |

## Voetnoten
1. ↑  Waarnemend voor Hugo Graf von und zu Lerchenfeld